# Paracyathus ebonensis
Paracyathus ebonensis är en korallart som beskrevs av Addison Emery Verrill 1866. Paracyathus ebonensis ingår i släktet Paracyathus och familjen Caryophylliidae. Inga underarter finns listade i Catalogue of Life.